# Шугуров, Геннадий Игоревич
Геннадий Игоревич Шугуров (род. 1951) — российский театральный режиссёр и педагог. Заслуженный артист Российской Федерации (1997), Заслуженный деятель искусств Российской Федерации (2006).

## Биография
В 1977 году закончил Горьковское театральное училище по специальности «актёр театра кукол», в 1991 году — ЛГИТМиК имени Н. К. Черкасова по специальности «режиссёр-постановщик». В 1977—1982 годах — артист Челябинского театра кукол, в 1982—1991 годах — артист Ленинградского областного театра кукол г. Выборг, в 1991—1999 годах — режиссёр-постановщик этого же театра. С 1999 года — главный режиссёр Саратовского театра кукол «Теремок».
Преподавал мастерство актёра на театральном факультете СГК им. Л. Собинова.
Лауреат международных и российских фестивалей театров кукол за спектакли: «Ищи ветра в поле», В. Лившица «Болеро», поставленного в содружестве с Заслуженным деятелем искусств России Ю. Любецким; лауреат Саратовского областного фестиваля «Золотой Арлекин» (сезоны 2005—2007 гг. — лучшая режиссёрская работа — «Сон в летнюю ночь»), лауреат VI Белгородского международного фестиваля театров кукол «Белгородская забава» в номинации «лучшая работа режиссёра».

## Саратовский театр кукол «Теремок»
- 1999 — «Урок для Красной Шапочки» Е. Шварца
- 2000 — «Сентиментальное путешествие» Н. Мороз и Г. Шугурова
- 2001 — «Новый Пиноккио» Н. Мороз и Г. Шугурова
- 2001 — «Котенок по имени ГАВ» Григория Остера
- 2001 — «Морозко» А. Шуриновой
- 2002 — «Стеклянный зверинец» Т. Уильямса
- 2003 — «Медвежонок, Ёжик и другие» по сказкам С. Козлова
- 2003 — «Айболит против Бармалея» Р. Быкова
- 2004 — «Колдун и фея» В. Рабадана
- 2005 — «Бука» М. Супонина
- 2005 — «Шесть Пингвинят» Б. Априлова
- 2005 — «Сон в летнюю ночь» У. Шекспира
- 2005 — «Петрушка на войне» Р. Файзулина
- 2007 — «Буратино или золотой ключик» А. Толстого
- 2008 — «Дон Жуан» Ж. Б. Мольера
- 2008 — «Золотой Цыплёнок» В. Орлова
- 2008 — «По щучьему велению» Е. Тараховской
- 2009 — «Чебурашка и его друзья» Э. Успенского
- 2009 — «Забавная история о Короле, Бутерброде и Королевской Корове» по опере Г. Портнова
- 2009 — «Король — олень» по пьесе Карло Гоцци
- 2009 — «Госпожа Метелица» по сказкам братьев Гримм
- 2010 — «Весёлые медвежата» М. Поливановой
- 2010 — «Бременские музыканты» по пьесе Ю. Энтина и В. Ливанова
- 2010 — «Солнышко и Снежные Человечки» по пьесе А. Веселова
- 2011 — «Аистёнок и Пугало» по пьесе Л. Лопейска, Г. Крычуловой
- 2011 — «Лисёнок-плут» по пьесе В. Павловскиса
- 2011 — «Необыкновенные приключения поросёнка, который умел петь» по пьесе С.Козлова

## Белгородский государственный театр кукол
- 2010 — «Петрушка на войне»

## Пьесы
- «Сентиментальное путешествие» в содружестве с Н. Мороз (по мотивам сказки Х. К. Андерсена «Принцесса на горошине»)
- «День печали и радости» в содружестве с Н. Мороз (по мотивам повести — сказки К.Коллоди «Приключения Пиноккио»)

## Признание и награды
- Заслуженный артист Российской Федерации (1997)[1]
- Заслуженный деятель искусств Российской Федерации (2006)[2]
- Лауреат IV Саратовского областного фестиваля «Золотой Арлекин». Лучшая режиссёрская работа — «Сон в летнюю ночь» У. Шекспира (2007)[3]